# Sean Klaiber
Sean Desmond Klaiber (født 31. juli 1994 i Nieuwegein, Holland) er en hollandsk professionel fodboldspiller, der spiller som højreback for den danske superligaklub Brøndby IF. Han spiller desuden for Surinams landshold. Han har tidligere spillet for FC Utrecht, FC Dordrecht og Ajax. 